# Хилгермисен
Хилгермисен (њем. Hilgermissen) општина је у њемачкој савезној држави Доња Саксонија. Једно је од 36 општинских средишта округа Нинбург (Везер). Према процјени из 2010. у општини је живјело 2.157 становника. Посједује регионалну шифру (AGS) 3256013.

## Географски и демографски подаци
Хилгермисен се налази у савезној држави Доња Саксонија у округу Нинбург (Везер). Општина се налази на надморској висини од 16 метара. Површина општине износи 54,4 km². У самом мјесту је, према процјени из 2010. године, живјело 2.157 становника. Просјечна густина становништва износи 40 становника/km².

## Међународна сарадња
| Мјесто | Држава    | Врста сарадње | Од    |
| ------ | --------- | ------------- | ----- |
|        | Француска | контакт       | 2005. |
| Извор  |           |               |       |